# Hale megye (Alabama)
Hale megye az Amerikai Egyesült Államokban, azon belül Alabama államban található. Az állam nyugati-középső részén , Alabama Black Belt régiójában, három korábbi alabamai kormányzó Israel Pickens , John Gayle és Thomas Seay is élt a területén . A Hale megyei Moundville Régészeti Park számos mississippi korszakból származó halmot tartalmaz, amelyeket az őslakosok építettek több mint 1000 évvel ezelőtt. A megyét egy öttagú bizottság irányítja. Megyeszékhelye és legnagyobb városa Greensboro. Lakosainak száma 14 785 fő (2020. április 1.). Hale megye Tuscaloosa, Bibb, Perry, Marengo és Greene megyékkel határos.

## Történet
A területet amin a mai Hale megye fekszik, a choctaw indiánok engedték át az Egyesült Államoknak az 1816-os Fort St. Stephens-i szerződésben. Hale megyét 1867. január 30-án Greene , Marengo , Perry és Tuscaloosa megye egyes részeiből hozták létre . A megyét Stephen F. Hale alezredes, Greene megyei jogász és katona tiszteletére nevezték el, aki a virginiai Richmondban halt meg a polgárháborúban . A legkorábbi települések és városok közé tartozott Greensboro, New Bern (ma Newbern ), Moundville (eredeti nevén Karthágó) és Havanna. Greenboro volt Hale megye első megyeszékhelye, és ma is az. Az első Hale megyei városházát 1867-ben hozták létre egy elhagyatott baptista templomban. Ezt a szerkezetet 1907-ben lebontották, és 1908-ban új épülettel helyettesítették ami ma is áll. 1935-ben súlyos tűzvészt szenvedett, amely elpusztította a felső emeletek és az óratorony nagy részét; abban az évben újjáépítették.

## Népesség
A 2020-as népszámlálási becslések szerint Hale megye lakossága 14 785 fő volt a következő eloszlás szerint.
| Rassz            | lélekszám | százalék | rangsor az állam 67 megyéje közül |
| ---------------- | --------- | -------- | --------------------------------- |
| Teljes           | 14785 fő  | 0,29     | 55                                |
| Afroamerikai     | 8313 fő   | 56,2     | 10                                |
| Fehér            | 5972 fő   | 40,4     | 58                                |
| Több rasszú      | 271 fő    | 1,8      | 60                                |
| Spanyol          | 149 fő    | 1,0      | 62                                |
| Őslakos és egyéb | 62 fő     | 0,4      | 54                                |
| Ázsiai           | 18 fő     | 0,1      | 59                                |

A megyeszékhelynek, Greensborónak 2956 lakosa volt.
 További települések közé tartozik Moundville, Akron és Newbern.
A háztartások medián jövedelme 30 793 dollár volt, szemben az állam egészére vonatkozó 52 035 dollárral, az egy főre jutó jövedelem pedig 20 652 dollár volt, szemben az állam egészének 28 934 dollárjával.
A megye népességének változása:
| Lakosok száma | 15 732 | 15 389 | 15 420 | 15 406 | 15 068 | 14 785 |
|               | 2010   | 2011   | 2012   | 2013   | 2015   | 2020   |

## Gazdaság
Az 1930 as évekig, a gazdag talaj miatt a gyapot volt a fő növénye a mezőgazdaságra épülő gazdaságnak. Amikor bekövetkezett a nagy gazdasági világválság más termények után kellett nézniük, a kukoricára esett a választásuk, és előtérbe került az állattenyésztés is, a felhagyott egykori gyapotföldeket állatlegelőként hasznosították. A huszadik század közepéig a gazdaság mezőgazdasági jellegű maradt, a megye kimaradt a 20 századi iparosodási törekvésekből, és ezért a szegénységi ráta magas szinten maradt.

## Foglalkoztatás
A 2020-as népszámlálási becslések szerint Hale megyében a munkaerő a következő ipari kategóriák között oszlik meg:
- Oktatási szolgáltatások, valamint egészségügyi és szociális segélyek (28,4 százalék)
- Feldolgozóipar (16,5 százalék)
- Kiskereskedelem (13,9 százalék)
- Művészetek, szórakoztatás, rekreáció, valamint szállás- és étkezési szolgáltatások (9,5 százalék)
- Szakmai, tudományos, gazdálkodási, valamint adminisztratív és hulladékgazdálkodási szolgáltatások (6,8 százalék)
- Egyéb szolgáltatások, kivéve a közigazgatást (5,5 százalék)
- Építőipar (5,1 százalék)
- Mezőgazdaság, erdőgazdálkodás, halászat és vadászat , valamint kitermelő (4,0 százalék)
- Közigazgatás (3,6 százalék)
- Szállítás és raktározás, valamint közművek (3,4 százalék)
- Pénzügy és biztosítás, valamint ingatlan, bérbeadás és lízing (2,0 százalék)
- Nagykereskedelem (1,2 százalék)
- Információ (0,1 százalék)

## Oktatás
A Hale megyében 10 iskola található.

## Földrajz
Az 1700 négyzetkilométer területű Hale megye az állam nyugati-középső részén fekszik, teljes egészében a Coastal Plain région belül . A táj hullámzó prérikből és part menti síkságokból áll, tölgy- és fenyvesekkel tarkítva. A Warrior Coal Field Warrior Coal-medencéjének egy kis része Hale megye legészakibb részén fekszik.
A Black Warrior River és alsó mellékfolyói egész Hale megyében folynak. A Black Warrior River System a legnagyobb vízgyüjtő Alabama állam határain belül , és egyedülálló abban, hogy három forrásból ered: a Locust Forkból, a Mulberry Forkból és a Sipsey Forkból. A Black Warrior folyó az ország legkritikusabb vízgyűjtőinek számít, és számos veszélyeztetett hal- és kagylófajnak ad otthont . Nincsenek Hale megyén keresztül vezető államközi vagy amerikai autópályák. Az Alabama State Route 69 észak-déli irányban halad át a megye közepén, míg a State Route 14 kelet-nyugati irányban halad át Hale megye közepén. Hale megyében nincsenek nyilvános repülőterek .

## Események és érdekes helyek
Hale megyébe számos kikapcsolódási lehetőség kínálkozik. A Moundville Archaeological Park egy 320 hektáros park, amely 26 nagy őskori halmot tartalmaz. A park magában foglal egy rekonstruált indián falut, a Jones Régészeti Múzeumot, tanösvényeket, kempingeket és piknikező helyeket a Black Warrior folyó partján. Hale megye északkeleti sarkát a Talladega Nemzeti Erdő veszi körül , amely 375 000 hektáron terül el az Appalache-hegység déli szélén.
Az Alabama harcsafővárosaként ismert Greensboro számos történelmi látnivalónak ad otthont. Mivel Greensboro viszonylag sértetlenül megúszta a polgárháborút, nagyszámú előkelő otthon és templom maradt fenn, a teljes belváros szerepel az épített örökség listán. Az 1819 és 1821 között épült Noel-Ramsey ház, Magnolia Grove egy kétszintes görög újjászületési stilusú ház 1840 körül épült, és 15 hektáros park veszi körül.

 A házban lakott gyerekkorában Richmond Pearson Hobson Admirális , a spanyol-amerikai háború tengerészeti hőse. A ház ma múzeumként működik, amely családi portrékat, örökségeket és berendezési tárgyakat tartalmaz az 1830-as évektől a huszadik század elejéig. A Greensboro Opera House amely 1903-ban épült.
A Greensboróban található Safe House Black History Museumban a látogatók megtekinthetik a Martin Luther King Jr. fotóit, az afro-amerikai történelemről szóló médiaforrások gyűjteményét, egy 1860-as rabszolgaárverési dokumentumot, valamint Lewis Black kezének cementlenyomatait. Black alapítója volt a Hale County Civic Improvement Leaguenek, amely az egyik első polgárjogi csoport az országban. Az Oak Grove School, egy kétszobás iskola, amely afroamerikai gyerekeket szolgált, a közeli Gallion városában található.